# مصطفی طیبی
مصطفی طیبی (زاده ۱۹ خرداد ۱۳۶۶) یک بازیکن فوتسال اهل ایران است.